# Zespół dawnego kościoła ewangelickiego w Bystrzycy Kłodzkiej
Zespół dawnego kościoła ewangelickiego w Bystrzycy Kłodzkiej  – kościół ewangelicki i szkoła parafialna, wzniesione w latach 1834-1835, obecnie siedziba muzeum filumenistycznego.

## Historia
Budynki kościoła i szkoły parafialnej w stylu klasycystycznym były wznoszone w latach 1834-1835 według projektu Karla Schinkela. Ponieważ budowa kościoła kolidowała z linią obwarowań miejskich, zostały one w tym miejscu wyburzone. Wkrótce po konsekracji oba budynki spłonęły, ale zostały wkrótce odbudowane i ponownie poświęcone w roku 1825. W 1843 r. stojącą obok kościoła Basztę Rycerską, pierwotnie będącą fragmentem miejskich murów obronnych, zaadaptowano na dzwonnicę, w której powieszono dwa dzwony. W roku 1869 od północy do bryły kościoła dobudowano niewielką zakrystię. Po wojnie świątynia stała opuszczona aż do roku 1964, kiedy to po przeprowadzeniu prac adaptacyjnych, w budynkach utworzono jedyne w Polsce muzeum filumenistyczne, gromadzące etykiety zapałczane, a także eksponaty związane z historią niecenia ognia. W latach 1985–1990 oba obiekty zostały wyremontowane.

Decyzjami wojewódzkiego konserwatora zabytków z dnia 25 maja 1972 roku i z 30 stycznia 2009 roku obiekty zostały wpisane do rejestru zabytków. 

## Architektura
Budynek kościoła został wzniesiony na planie kwadratu z półkolistą apsydą, w której było prezbiterium. Budowla jest przysadzista i posiada szereg wysokich okien z półkolistymi zakończeniami. Naroża budynku posiadają boniowania, a wszystkie elewacje są podzielone gzymsami koronowymi. Pomiędzy kościołem a dzwonnicą jest wysoka furta. Świątynia jest nakryta dachem dwuspadowym, wewnątrz jest empora.

Szkoła parafialna jest dwukondygnacyjnym budynkiem o podobnym kształcie i wielkości co kościół. 

## Galeria

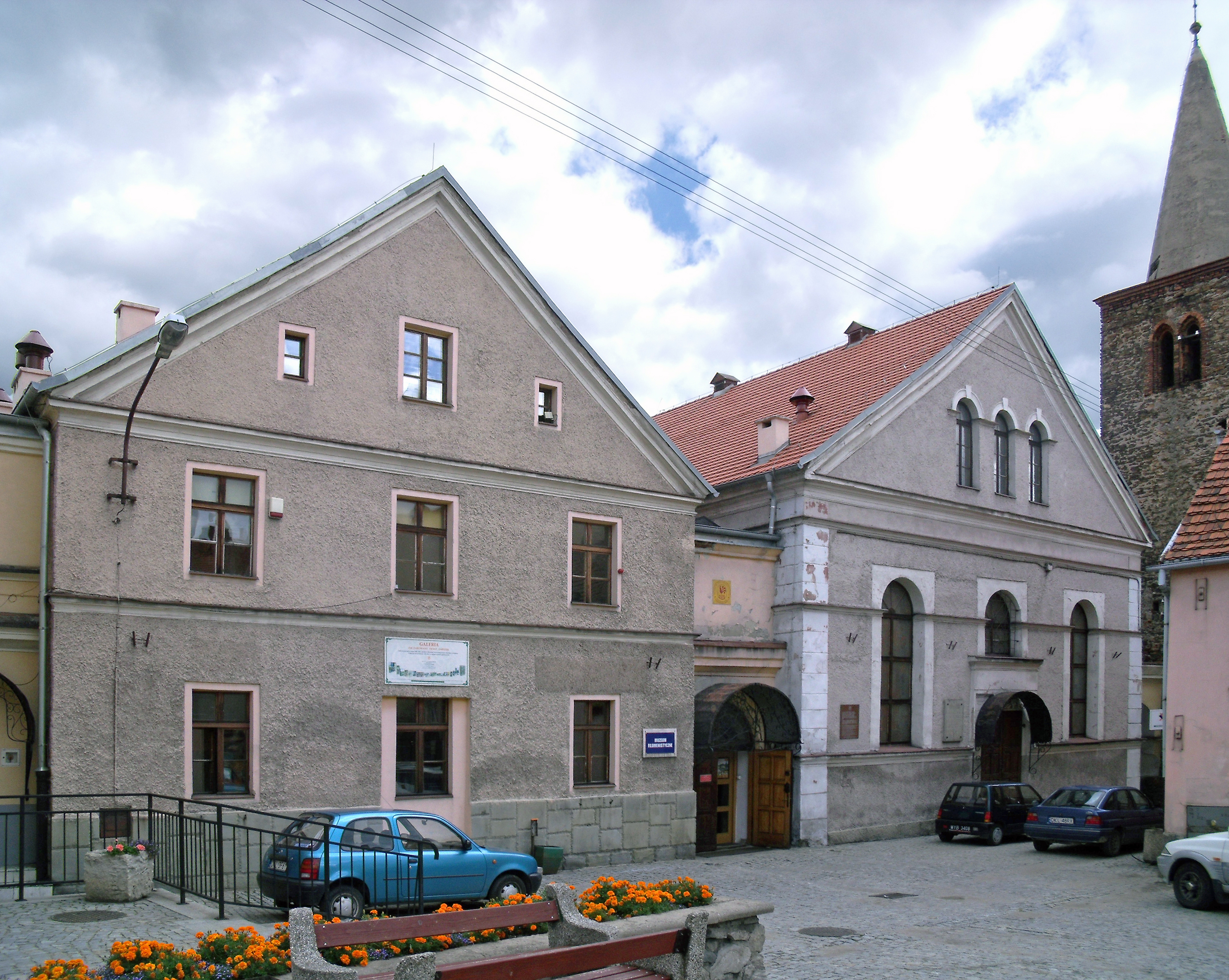
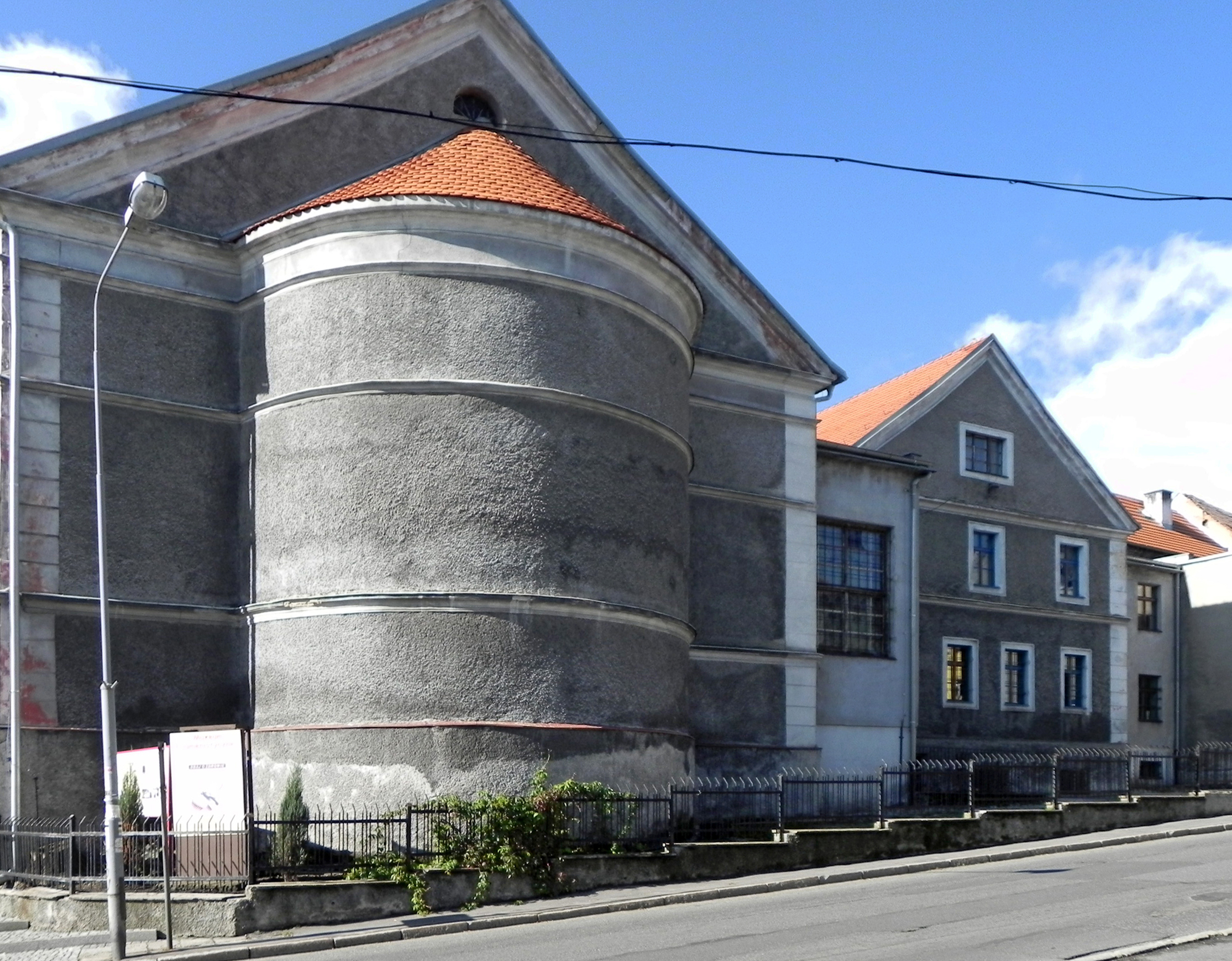
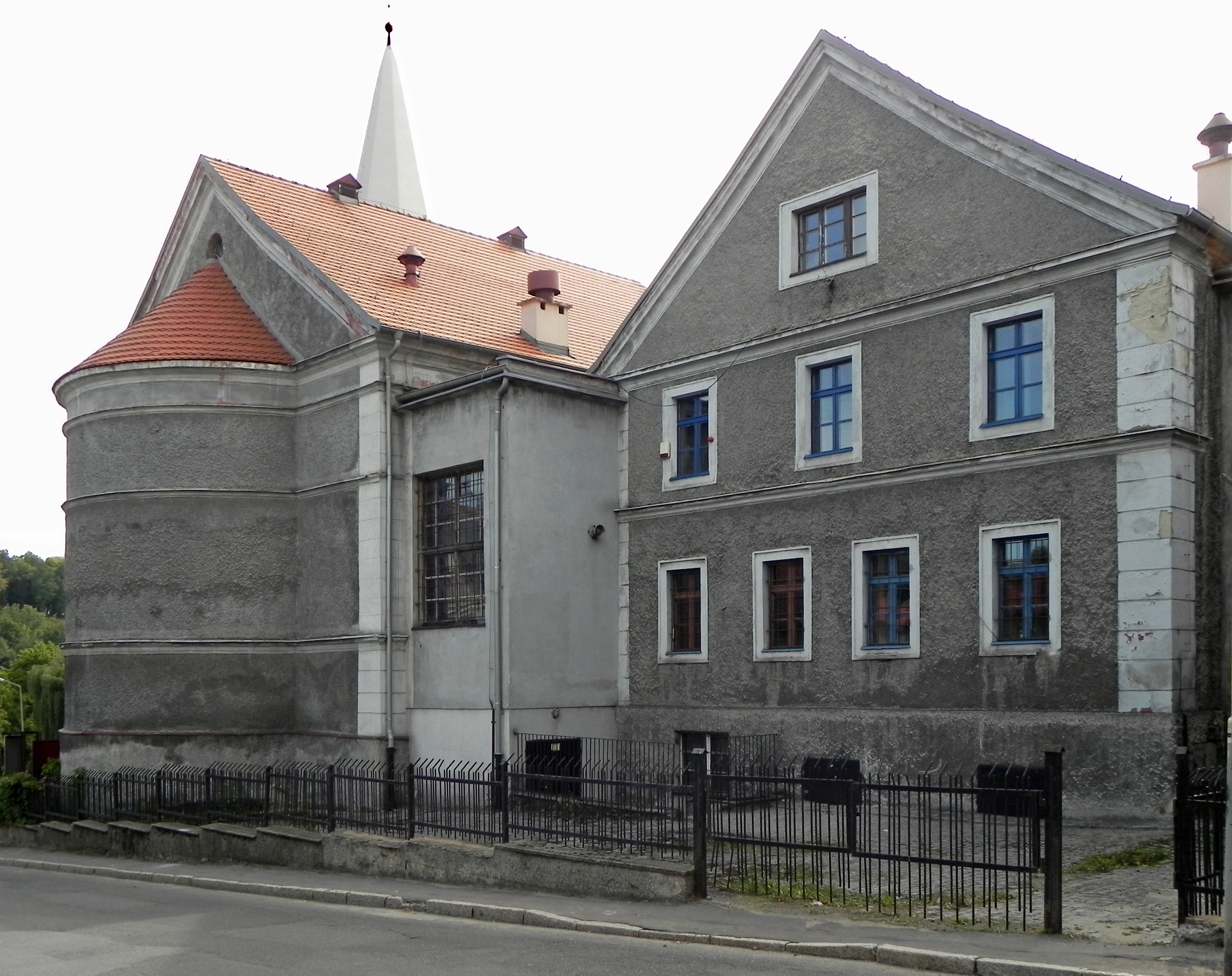
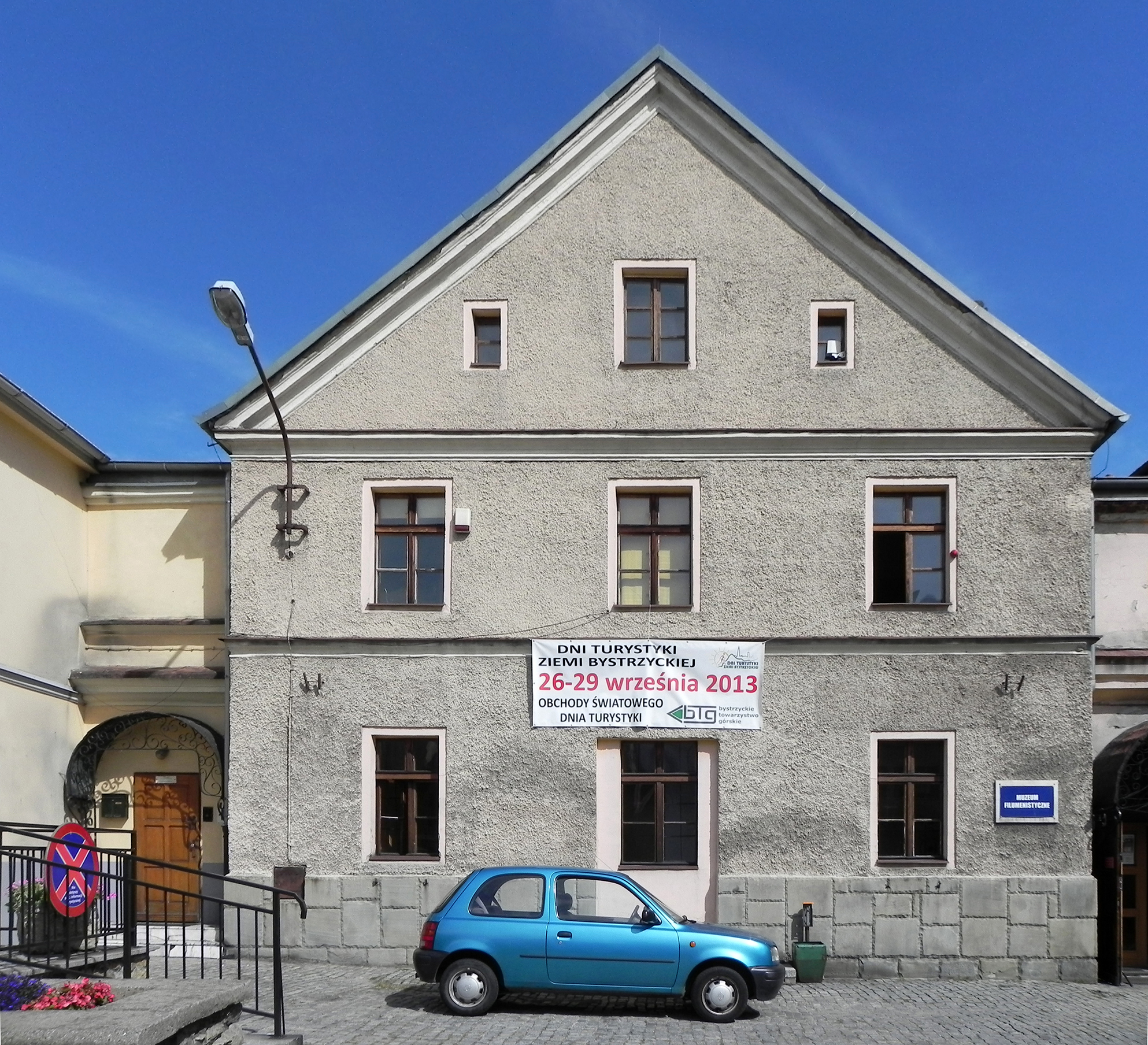
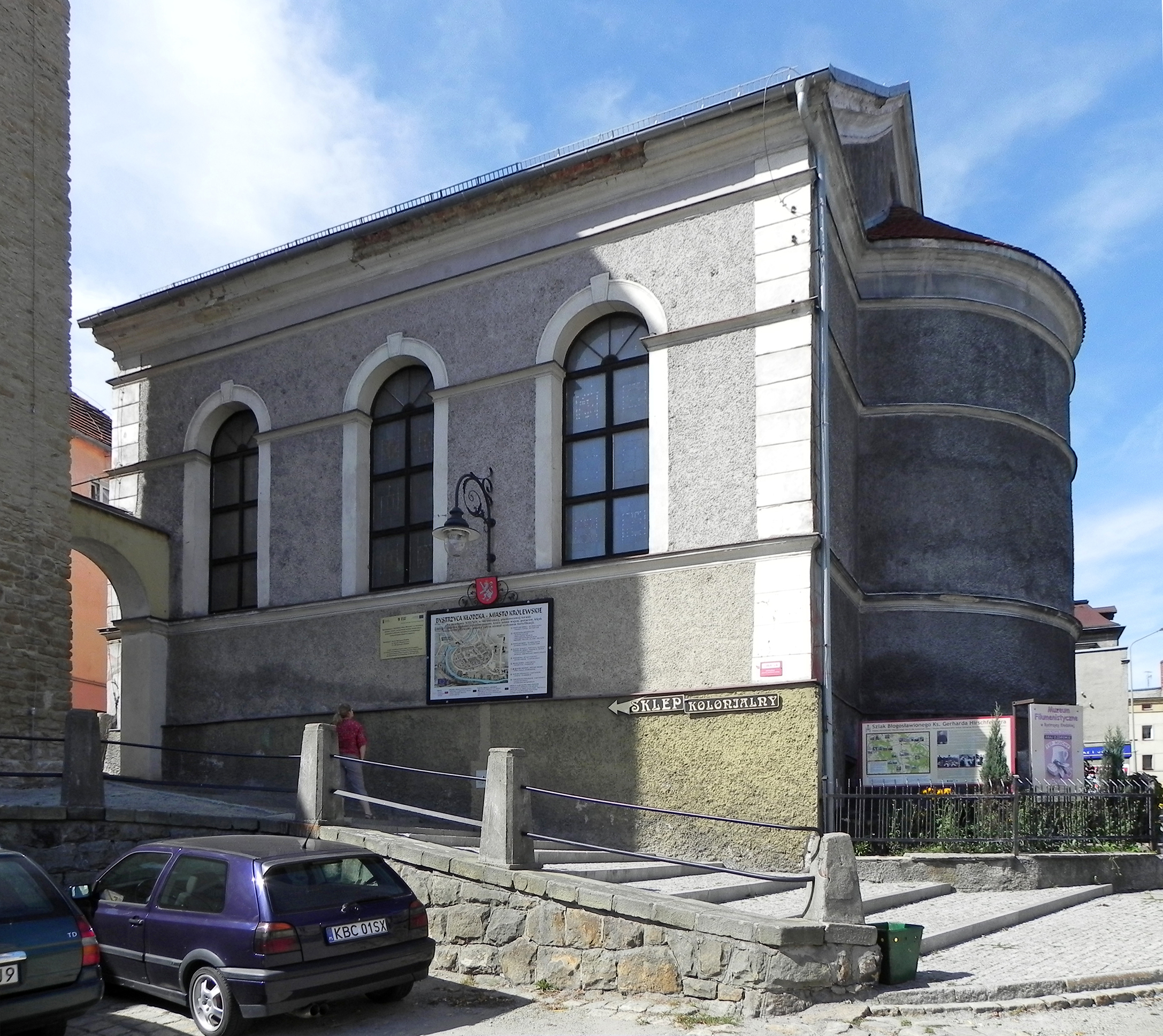
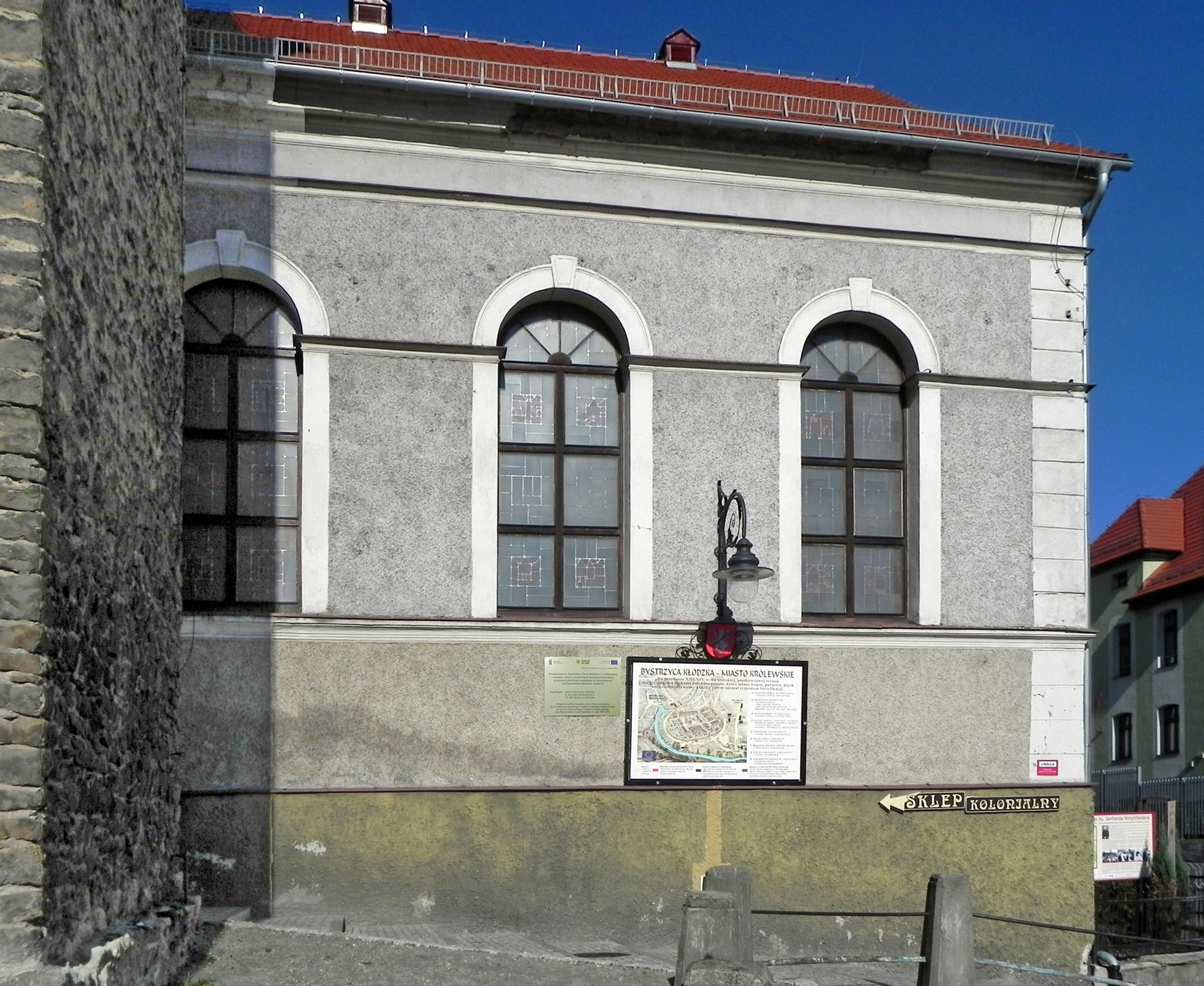
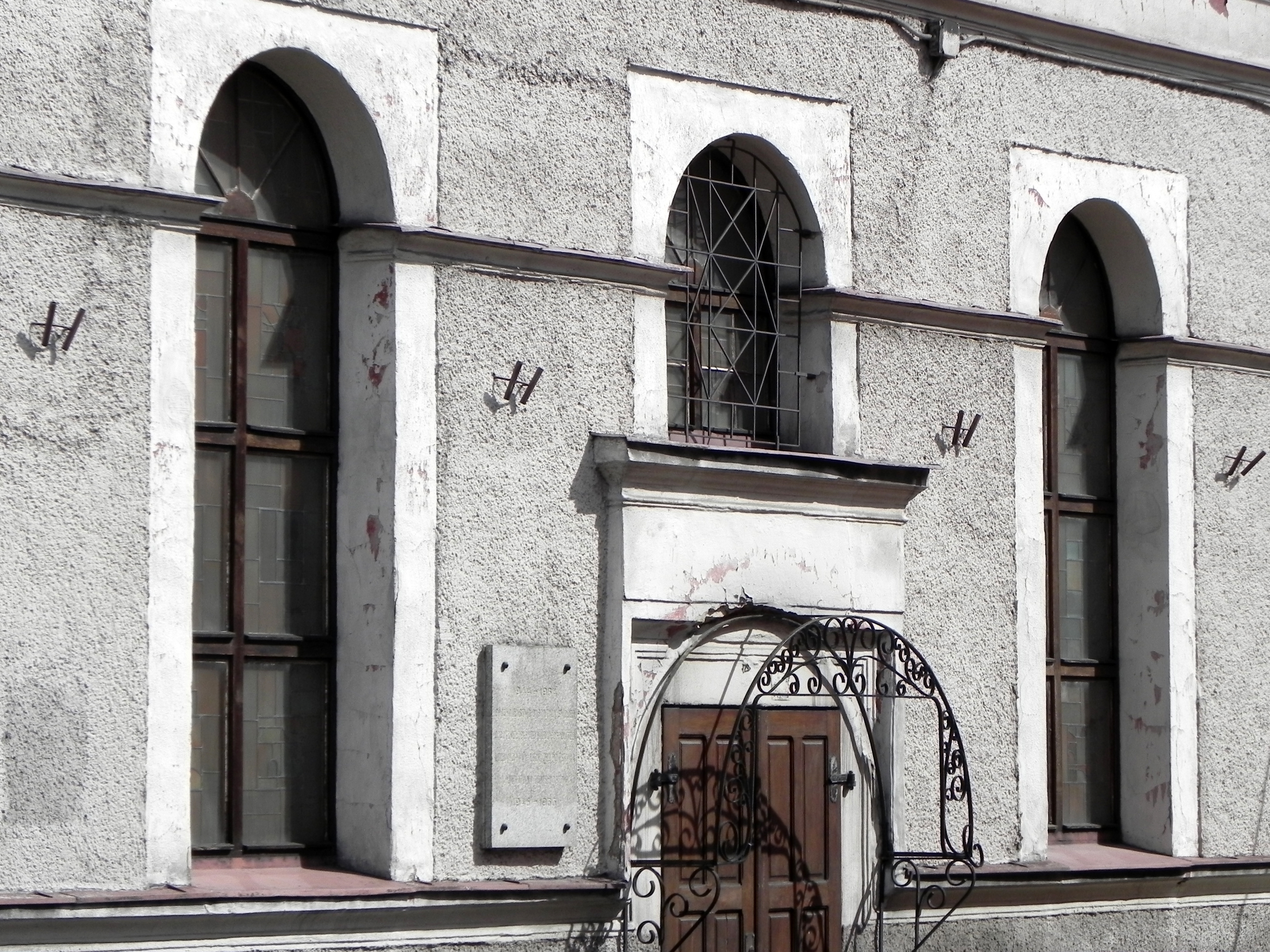
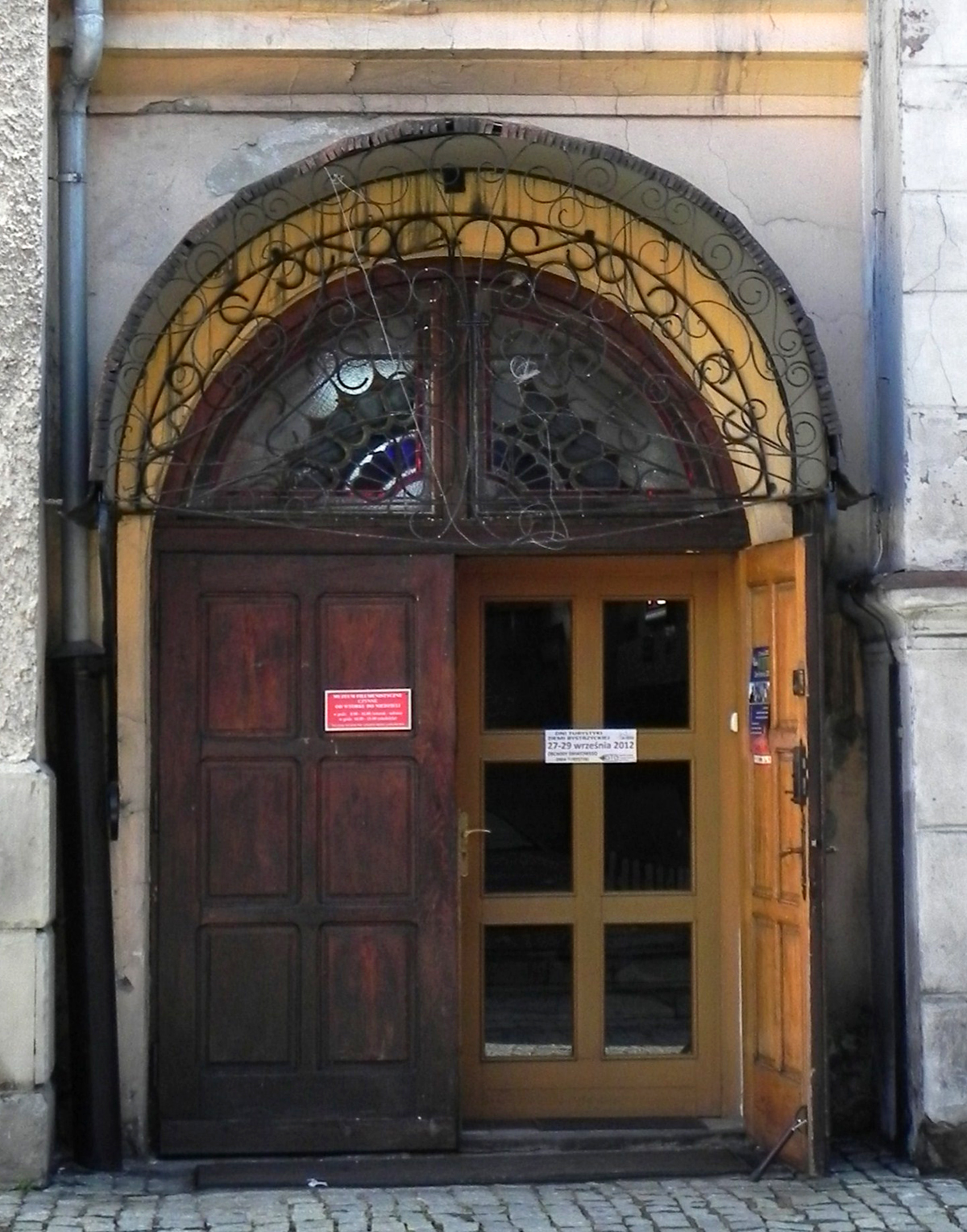
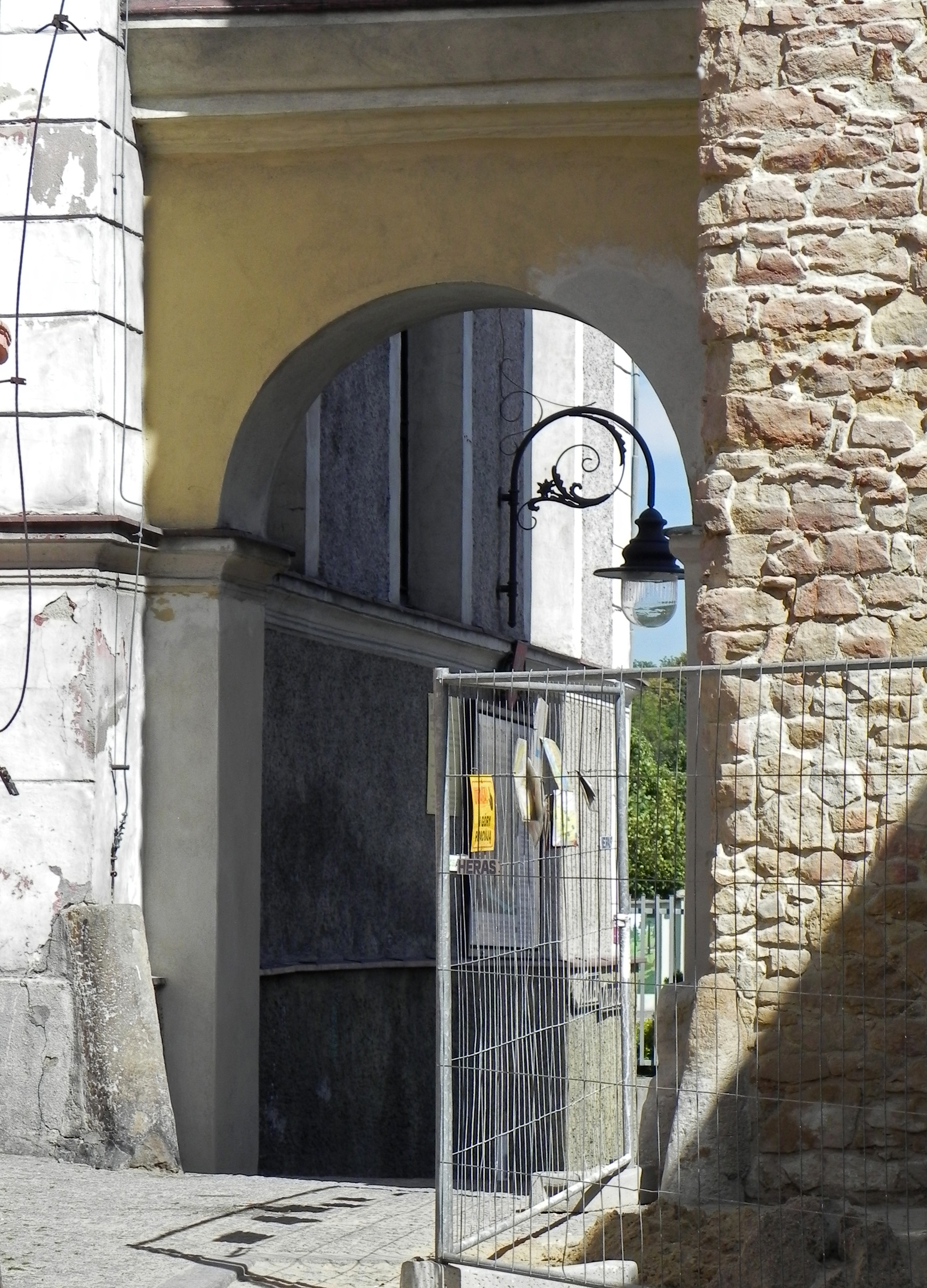